# Mormântul poetului Tudose Roman
Mormântul poetului Tudose Roman este un mormânt amplasat în Step-Soci, raionul Orhei, Republica Moldova. Este un monument istoric de importanță națională inclus în Registrul monumentelor Republicii Moldova ocrotite de stat cu nr. 1224 (raionul Orhei).